# Charles Howard, XVII conte di Suffolk
Charles John Howard (7 novembre 1805 – 14 agosto 1876) è stato un nobile e politico britannico.

## Biografia
Era figlio di Thomas Howard, XVI conte di Suffolk e di Elizabeth Jane, figlia di James Dutton, I barone Sherborne. Suoi fratelli furono i politici Henry Thomas Howard e James Howard.
Con il titolo di visconte Andover tra il 1820 ed il 1851 fu un pari britannico del partito Whig.
Nel 1832 sedette in parlamento come rappresentante del Malmesbury, posto che mantenne fino al 1841.
Nel 1851 succedette a suo padre come diciassettesimo conte di Suffolk ed entrò a far parte della camera dei Lords.
Sposò la parente Isabella Catherine, figlia di Lord Henry Thomas Howard-Molyneux-Howard (fratello di Bernard Howard, XII duca di Norfolk), nel 1829. La coppia ebbe cinque figli:
- Henry Howard, XVIII conte di Suffolk (1833–1898);
- Hon. Greville Theophilus Howard (22 dicembre 1836 – 28 luglio 1880), avvocato;
- Lt. Hon. Bernard Thomas Howard (21 agosto 1841 – 25 settembre 1868);
- Lady Isabella Julia Elizabeth Howard (c 1843 – 8 ottobre 1910);
- Hon. Cecil Molyneux Howard (30 marzo 1849 – 28 aprile 1903).

Morì nel 1876 all'età di 70 anni e gli succedette il figlio Henry.

## Ascendenza
|                                       |                    |                        | Genitori            |  |  | Nonni |  |  | Bisnonni      |  |  | Trisnonni      |  |
|                                       |                    |                        |                     |  |  |       |  |  | Philip Howard |  |  | Charles Howard |  |
|                                       |                    |                        |                     |  |  |       |  |  | Philip Howard |  |  | Charles Howard |  |
|                                       |                    | Elizabeth Batten       |                     |  |  |       |  |  | Philip Howard |  |  |                |  |
| John Howard, XV conte di Suffolk      |                    |                        |                     |  |  |       |  |  | Philip Howard |  |  |                |  |
|                                       |                    | Margaret Screen        | Francis Screen      |  |  |       |  |  |               |  |  |                |  |
|                                       |                    | Margaret Screen        | Francis Screen      |  |  |       |  |  |               |  |  |                |  |
|                                       |                    | Margaret Screen        | …                   |  |  |       |  |  |               |  |  |                |  |
| Thomas Howard, XVI conte di Suffolk   |                    | Margaret Screen        |                     |  |  |       |  |  |               |  |  |                |  |
|                                       |                    | John Gaskarth          | John Gaskarth       |  |  |       |  |  |               |  |  |                |  |
|                                       |                    | John Gaskarth          | John Gaskarth       |  |  |       |  |  |               |  |  |                |  |
|                                       |                    | John Gaskarth          | Ann Gaskarth        |  |  |       |  |  |               |  |  |                |  |
| Julia Gaskarth                        |                    | John Gaskarth          |                     |  |  |       |  |  |               |  |  |                |  |
|                                       |                    | Catherine Bolton       | Thomas Bolton       |  |  |       |  |  |               |  |  |                |  |
|                                       |                    | Catherine Bolton       | Thomas Bolton       |  |  |       |  |  |               |  |  |                |  |
|                                       |                    | Catherine Bolton       | Sarah Mare          |  |  |       |  |  |               |  |  |                |  |
| Charles Howard, XVII conte di Suffolk |                    | Catherine Bolton       |                     |  |  |       |  |  |               |  |  |                |  |
|                                       | James Lenox Dutton | James Naper            |                     |  |  |       |  |  |               |  |  |                |  |
|                                       | James Lenox Dutton | James Naper            |                     |  |  |       |  |  |               |  |  |                |  |
|                                       | James Lenox Dutton | Anne Dutton            |                     |  |  |       |  |  |               |  |  |                |  |
| James Dutton, I barone Sherborne      | James Lenox Dutton |                        |                     |  |  |       |  |  |               |  |  |                |  |
|                                       |                    | Jane Bond              | Christopher Bond    |  |  |       |  |  |               |  |  |                |  |
|                                       |                    | Jane Bond              | Christopher Bond    |  |  |       |  |  |               |  |  |                |  |
|                                       |                    | Jane Bond              | Jane Whorwood       |  |  |       |  |  |               |  |  |                |  |
| Elizabeth Jane Dutton                 |                    | Jane Bond              |                     |  |  |       |  |  |               |  |  |                |  |
|                                       |                    | Wenman Coke            | Philip Roberts      |  |  |       |  |  |               |  |  |                |  |
|                                       |                    | Wenman Coke            | Philip Roberts      |  |  |       |  |  |               |  |  |                |  |
|                                       |                    | Wenman Coke            | Anne Coke           |  |  |       |  |  |               |  |  |                |  |
| Elizabeth Coke                        |                    | Wenman Coke            |                     |  |  |       |  |  |               |  |  |                |  |
|                                       |                    | Elizabeth Chamberlayne | George Chamberlayne |  |  |       |  |  |               |  |  |                |  |
|                                       |                    | Elizabeth Chamberlayne | George Chamberlayne |  |  |       |  |  |               |  |  |                |  |
|                                       |                    | Elizabeth Chamberlayne | Constance Hardy     |  |  |       |  |  |               |  |  |                |  |
|                                       |                    | Elizabeth Chamberlayne |                     |  |  |       |  |  |               |  |  |                |  |